# Nossen, Tyskland
Nossen är en småstad i Tyskland, belägen i Landkreis Meissen i förbundslandet Sachsen, 31 km väster om Dresden.  Stadskommunen har cirka 10 000 invånare.  Staden är huvudsakligen känd för sitt medeltida slott, och som en viktig knutpunkt i det tyska motorvägsnätet, där motorvägarna A4 och A14 sammanbinds i mittpunkten mellan Dresden, Leipzig och Chemnitz.